# Feminomía
Feminomía y mujerómica (en japonés, ウーマノミクス ūmanomikusu) son neologismos que designan al concepto y políticas orientadas a promover una mayor participación de las mujeres en la fuerza laboral como estrategia para afrontar desafíos económicos como la escasez de mano de obra y el estancamiento del crecimiento. El término fue acuñado en 1999 por Kathy Matsui, entonces directora de la división de investigación en Asia de Economía, Materias primas y Estrategia de Goldman Sachs, uno de los grupos bancarios de mayor importancia a nivel mundial.
Los defensores de la feminomía como política económica subrayan los beneficios económicos potenciales de aprovechar la participación de las mujeres en el mercado laboral y la disminución de las brechas de género en puestos de liderazgo.

## Etimología
Los términos «feminomía» y «mujerómica» son calcos semánticos del inglés womenomics, acrónimo de las palabras woman (mujer) y economics (economía). El término original fue acuñado en 1999 por Kathy Matsui, economista y estratega en Goldman Sachs; en un informe titulado «Womenomics: Buy the Female Economy» (Feminomía: comprar la economía femenina), en donde destacaba el potencial impacto económico de integrar plenamente a las mujeres en el mercado laboral.

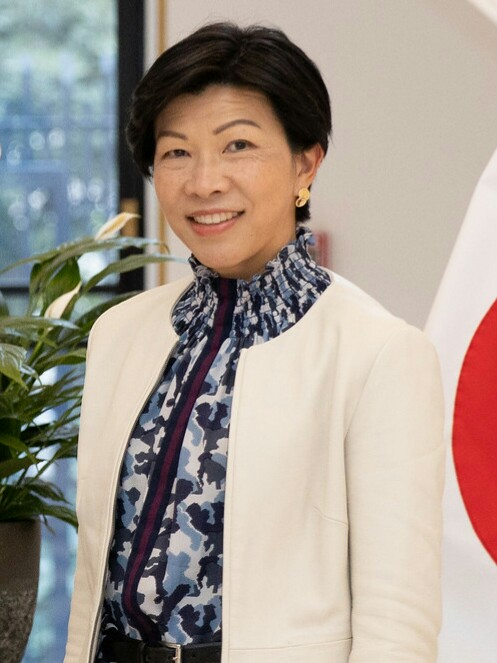
Kathy Matsui, acuñadora del término

## Implementación en Japón

### Contexto japonés
Japón es una nación que enfrenta serios desafíos demográficos, entre ellos, un descenso poblacional significativo y una fuerza laboral cada vez más envejecida. Estas problemáticas derivan, en gran parte, de las bajas tasas de natalidad y una longevidad excepcionalmente alta, lo que ha generado un desbalance en la estructura demográfica del país, con un porcentaje creciente de personas mayores y una disminución constante de la población en edad productiva.
Tradicionalmente, la sociedad japonesa se ha caracterizado por la asignación de roles de género rígidos, donde las mujeres han sido relegadas, en gran medida, al ámbito doméstico y familiar. Esto se refleja en su limitada participación en los sectores empresarial y político, donde su presencia es notoriamente baja en comparación con otros países desarrollados. dificultando la conciliación entre la vida laboral y personal.

### Popularización del término
El concepto adquirió relevancia política significativa bajo el gobierno del primer ministro japonés Shinzo Abe. En 2013, como parte de su agenda de reformas económicas conocida como Abenomics, Abe adoptó la «feminomía» como una estrategia central para revitalizar la economía japonesa. Las políticas de Abe buscaron promover la igualdad de participación de género en el mercado laboral, incrementar el número de mujeres en posiciones de liderazgo y mejorar los sistemas de apoyo para mujeres trabajadoras, como instalaciones de cuidado infantil y políticas de licencia parental.

### Críticas
A pesar de su promesa teórica, la implementación de la feminomía ha enfrentado críticas y obstáculos. Después del discurso de Abe ante la ONU en 2013, las académicas Ayako Kano y Vera Mackie criticaron sus políticas: «En el discurso de Abe en la ONU y en sus decisiones políticas reales, la “feminomía” es una política para revitalizar la economía y reforzar la nación, no para mejorar la situación de las mujeres».
Diversas barreras estructurales y culturales, como los roles de género arraigados y la discriminación en el lugar de trabajo; han limitado su efectividad como política económica. Una de las propuestas específicas de la feminomía era nombrar mujeres para el 30% de los puestos de liderazgo en la economía y el gobierno para 2020, pero este porcentaje se redujo después de que quedó claro que no sería posible lograrlo.